# 足利陣屋
足利陣屋（あしかがじんや）は現在の栃木県足利市雪輪町（下野国足利郡足利）にあった陣屋で、宇都宮藩の支藩の足利藩の藩庁である。

## 概要
江戸時代初期は天領である時期もあったが、5代将軍徳川綱吉の生母桂昌院の親族にあたる本庄宗資が数々の加増を受け、常陸国笠間藩に移封した。
その後天領となり宝永2年（1705年）に6代将軍徳川家宣の御側役の戸田忠利が甲斐国内にて8千石から下野国内にて3千石の加増を受け、都合1万1千石となり諸侯に列した。4代藩主忠言（ただとき）の代の宝暦8年（1758年）に陣屋を築いた。以降8代続き、明治維新を迎えた。

## 現状
陣屋敷地は現在の雪輪町一帯で、御殿、厩、稲荷などがあったが、明治以降徐々に宅地化の波が押し寄せ、現在では藩主の井戸、栄富稲荷神社が残るのみである。
唯一、市内旭町の民家に陣屋大門が移築現存している。